# Vierschanzentournee 1953
Die 1. Vierschanzentournee 1953, offiziell Deutsch-Österreichische Springertournee, war eine von der Fédération Internationale de Ski (FIS) zwischen dem 1. Januar und 11. Januar 1953 veranstaltete Reihe von Skisprungwettkämpfen. Die Gesamtwertung gewann der Österreicher Sepp Bradl vor den Norwegern Halvor Næs und Asgeir Dølplads. Als bester Deutscher belegte Toni Brutscher einen bemerkenswerten vierten Rang.

## Teilnehmende Springer
An der Tournee nahmen insgesamt 50 Teilnehmer aus sechs Nationen teil. Mindestens ein Tages-Ergebnis weisen dabei folgende, bisher eruierte 48 Springer aus: (ein Slowene und ein weiterer Springer fehlen)
| Nation              | Teilnehmer |
| ------------------- | --- |
| BR Deutschland (16) | Nationalteam: Toni Brutscher, Franz Dengg, Franz Eder, Sepp Hohenleitner, Sepp Weiler; außerdem: Hermann Anwander, Anderl Brandner, Friedl Brandner, Toni Eisgruber, Robert Engel, Willi Fischer, Rudi Gering, Willy Gotthold, Hans Karg, Heini Klopfer, Toni Landenhammer                           |
| Jugoslawien (5)     | Karel Klančnik, Jože Langus, Janez Polda, Jože Zidar, + 5. Starter |
| Norwegen (3)        | Asgeir Dølplads, Erling Kroken, Halvor Næs |
| Österreich (18)     | Nationalteam: Sepp Bradl, Ferdl Kerber, Albin Plank, Fritz Ruepp, Walter Steinegger; außerdem: Rudi Dietrich, Willi Gantschnigg, Franz Gradwohl, Franz Mair, Karl Mair, Fredi Schirmer, Hermann Schirmer, Toni Schirmer, Franz Schlömmer, Erwin Steinegger, Toni Wieser, Karl Wilhelm, Heinz Winkler |
| Schweden (4)        | Harry Bergqvist, Kalle Holmström, Toivo Lauren, Arne Nilsson |
| Schweiz (3)         | Gottfried Brügger, Fritz Schneider, Hans Suter |

Neben 16 Deutschen und 18 Österreichern nahmen fünf Slowenen, vier Schweden sowie je drei Norweger und Schweizer an der neu-erschaffenen 1. Springertournee teil. Unter den Teilnehmern fanden sich vier ehemalige Weltrekordhalter im Skispringen: (Sepp Bradl, Rudi Gering, Franz Mair und Willi Gantschnigg), der Skisprung-Weltmeister von 1939, (Sepp Bradl), sowie mit (Kalle Holmström, Bronze 1952), ein Medaillengewinner bei Olympischen Spielen.

## Austragungsorte

### Garmisch-Partenkirchen
Donnerstag, 1. Januar 1953 

Das Auftaktspringen der Vierschanzentournee fand am 1. Januar 1953 auf der Großen Olympiaschanze (K 90) in Garmisch-Partenkirchen statt. 30.000 Zuschauer verfolgten das Neujahrsspringen, das der Norweger Asgeir Dølplads vor Sepp Bradl (Österreich) und Toni Brutscher (Deutschland) gewann.
| Rang | Springer          | Punkte | Weite 1 | Weite 2 |
| ---- | ----------------- | ------ | ------- | ------- |
| 01   | Asgeir Dølplads   | 221,5  | 78,5 m  | 81,0 m  |
| 02   | Sepp Bradl        | 220,5  | 77,0 m  | 81,0 m  |
| 03   | Toni Brutscher    | 219,5  | 78,0 m  | 79,5 m  |
| 04   | Halvor Næs        | 218,5  | 78,5 m  | 77,0 m  |
| 05   | Toivo Lauren      | 215,0  | 77,0 m  | 79,5 m  |
| 06   | Sepp Weiler       | 212,5  | 74,0 m  | 78,0 m  |
| 07   | Sepp Hohenleitner | 209,5  | 73,0 m  | 78,5 m  |
| 08   | Erling Kroken     | 209,0  | 73,0 m  | 78,0 m  |
| 09   | Walter Steinegger | 204,5  | 72,0 m  | 77,0 m  |
| 10   | Franz Dengg       | 198,0  | 71,0 m  | 75,0 m  |
| 11   | Arne Nilsson      | 197,0  | 69,0 m  | 73,0 m  |
| 12   | Ferdl Kerber      | 188,5  | 71,5 m  | 71,0 m  |
| 13   | Heini Klopfer     | 182,0  | 68,0 m  | 76,0 m  |

| Rang | Springer         | Punkte | Weite 1 | Weite 2 |
| ---- | ---------------- | ------ | ------- | ------- |
| 14   | Albin Plank      | 181,5  | 62,0 m  | 69,5 m  |
| 15   | Harry Bergqvist  | 180,5  | 74,5 m  | 78,0 m  |
| 15   | Rudi Dietrich    | 180,5  | 67,0 m  | 73,0 m  |
| 17   | Kalle Holmström  | 178,5  | 76,0 m  | 75,5 m  |
| 18   | Robert Engel     | 176,0  | 65,5 m  | 71,5 m  |
| 19   | Toni Eisgruber   | 175,5  | 63,0 m  | 71,0 m  |
| 20   | Willi Fischer    | 174,0  | 67,5 m  | 70,5 m  |
| 21   | Hans Karg        | 170,0  | 62,0 m  | 68,5 m  |
| 22   | Friedl Brandner  | 166,0  | 67,5 m  | 67,5 m  |
| 23   | Hermann Anwander | 161,0  | 63,0 m  | 67,0 m  |
| 24   | Fritz Ruepp      | 156,0  | 57,0 m  | 64,0 m  |
| 25   | Willy Gotthold   | 148,5  | 52,0 m  | 63,0 m  |

### Oberstdorf
Sonntag, 4. Januar 1953 

Das zweite Springen der Vierschanzentournee fand am 4. Januar 1953 auf der Schattenbergschanze (K 90) in Oberstdorf statt. Der Norweger Erling Kroken gewann das Springen vor Sepp Bradl (Österreich) und Asgeir Dølplads (Norwegen). 
 Da bisher mindestens 7 Ränge für die Station in Oberstdorf nicht zu ermitteln waren, fehlt die Summation der Punkte für fehlende Namen natürlich auch in der Gesamtwertung. Das gilt es zu berücksichtigen.
| Rang | Springer          | Punkte | Weite 1 | Weite 2 |
| ---- | ----------------- | ------ | ------- | ------- |
| 01   | Erling Kroken     | 217,0  | 65,5 m  | 69,5 m  |
| 02   | Sepp Bradl        | 215,5  | 63,5 m  | 71,0 m  |
| 03   | Asgeir Dølplads   | 215,0  | 63,5 m  | 69,0 m  |
| 04   | Halvor Næs        | 214,5  | 64,5 m  | 68,0 m  |
| 05   | Kalle Holmström   | 213,0  | 61,5 m  | 70,0 m  |
| 05   | Sepp Weiler       | 213,0  | 65,0 m  | 67,5 m  |
| 07   | Toni Brutscher    | 212,0  | 64,0 m  | 69,5 m  |
| 08   | Toivo Lauren      | 211,5  | 62,5 m  | 68,0 m  |
| 09   | Franz Eder        | 210,0  | 66,0 m  | 69,5 m  |
| 09   | Sepp Hohenleitner | 210,0  | 66,5 m  | 68,5 m  |
| 09   | Walter Steinegger | 210,0  | 64,0 m  | 67,5 m  |
| 12   | Fritz Schneider   | 206,0  | 60,0 m  | 69,0 m  |
| 13   | Arne Nilsson      | 198,0  | 60,0 m  | 65,0 m  |

| Rang | Springer        | Punkte | Weite 1 | Weite 2 |
| ---- | --------------- | ------ | ------- | ------- |
| 14   |                 |        |         |         |
| 15   | Harry Bergqvist | 195,0  | 61,5 m  | 68,0 m  |
| 16   | Rudi Dietrich   | 193,5  | 61,0 m  | 67,0 m  |
| 17   | Franz Dengg     | 192,0  |         |         |
| 18   |                 |        |         |         |
| 19   | Albin Plank     | 189,5  | 61,0 m  | 65,5 m  |
| 20   | Ferdl Kerber    | 188,0  | 57,5 m  | 66,0 m  |
| 21   |                 |        |         |         |
| 22   |                 |        |         |         |
| 23   |                 |        |         |         |
| 24   |                 |        |         |         |
| 25   |                 |        |         |         |
| 26   | Fritz Ruepp     | 173,0  | 56,5 m  | 61,5 m  |

| Zwischenstand nach 2 Springen | Zwischenstand nach 2 Springen | Zwischenstand nach 2 Springen |
| Pos.                          | Springer                      | Punkte                        |
| ----------------------------- | ----------------------------- | ----------------------------- |
| 01.                           | Asgeir Dølplads               | 436,5                         |
| 02.                           | Sepp Bradl                    | 436,0                         |
| 03.                           | Halvor Næs                    | 433,0                         |

### Innsbruck
Dienstag, 6. Januar 1953 

Das dritte Springen der Vierschanzentournee fand am 6. Januar 1953 auf der Bergiselschanze (K 90) in Innsbruck statt. Der Österreicher Sepp Bradl gewann das Springen vor Asgeir Dølplads (Norwegen) und Harry Bergqvist (Schweden).
| Rang | Springer          | Punkte | Weite 1 | Weite 2 |
| ---- | ----------------- | ------ | ------- | ------- |
| 01   | Sepp Bradl        | 224,0  | 72,0 m  | 73,0 m  |
| 02   | Asgeir Dølplads   | 223,0  | 71,0 m  | 71,0 m  |
| 03   | Harry Bergqvist   | 219,0  | 70,0 m  | 71,5 m  |
| 04   | Halvor Næs        | 216,5  | 66,0 m  | 71,5 m  |
| 05   | Sepp Hohenleitner | 215,0  | 67,5 m  | 70,5 m  |
| 06   | Kalle Holmström   | 213,5  | 66,5 m  | 68,0 m  |
| 07   | Toni Brutscher    | 212,0  | 67,5 m  | 69,0 m  |
| 08   | Janez Polda       | 211,5  | 67,5 m  | 70,5 m  |
| 09   | Toivo Lauren      | 209,5  | 66,0 m  | 66,0 m  |
| 10   | Fritz Schneider   | 209,0  | 67,5 m  | 70,0 m  |
| 10   | Sepp Weiler       | 209,0  | 65,5 m  | 70,0 m  |
| 12   | Arne Nilsson      | 207,5  | 66,0 m  | 66,5 m  |
| 13   | Walter Steinegger | 204,5  | 66,0 m  | 65,5 m  |
| 14   | Franz Dengg       | 203,0  | 65,0 m  | 66,0 m  |
| 14   | Ferdl Kerber      | 203,0  | 67,0 m  | 67,5 m  |
| 16   | Albin Plank       | 199,0  | 63,0 m  | 64,5 m  |
| 17   | Karel Klančnik    | 198,5  | 64,5 m  | 64,5 m  |
| 18   | Toni Landenhammer | 197,0  | 65,0 m  | 66,5 m  |
| 19   | Erwin Steinegger  | 194,0  | 65,5 m  | 66,0 m  |
| 20   | Toni Wieser       | 192,0  | 64,5 m  | 66,5 m  |

| Rang | Springer          | Punkte | Weite 1 | Weite 2 |
| ---- | ----------------- | ------ | ------- | ------- |
| 21   | Jože Zidar        | 188,0  | 61,5 m  | 66,5 m  |
| 22   | Anderl Brandner   | 186,0  | 64,0 m  | 65,5 m  |
| 23   | Franz Gradwohl    | 181,5  | 60,5 m  | 63,5 m  |
| 24   | Rudi Gering       | 180,0  | 61,5 m  | 61,5 m  |
| 25   | Hans Suter        | 179,0  | 60,5 m  | 61,0 m  |
| 26   | Jože Langus       | 178,0  | 57,0 m  | 57,5 m  |
| 27   | Willi Gantschnigg | 177,5  | 60,5 m  | 66,5 m  |
| 28   | Franz Mair        | 175,0  | 60,0 m  | 62,0 m  |
| 28   | Karl Wilhelm      | 175,0  | 58,0 m  | 57,5 m  |
| 30   | Fritz Ruepp       | 174,5  | 59,5 m  | 60,5 m  |
| 31   | Erling Kroken     | 173,5  | 66,5 m  | 65,5 m  |
| 32   | Rudi Dietrich     | 173,0  | 67,5 m  | 67,5 m  |
| 32   | Karl Mair         | 173,0  | 60,0 m  | 59,5 m  |
| 34   | Franz Schlömmer   | 161,5  | 63,0 m  | 66,0 m  |
| 35   | Hermann Schirmer  | 161,0  | 54,0 m  | 56,5 m  |
| 36   | Heinz Winkler     | 158,0  | 54,0 m  | 55,0 m  |
| 37   | Gottfried Brügger | 155,0  | 62,5 m  | 67,0 m  |
| 38   | Fredi Schirmer    | 143,5  | 51,0 m  | 50,5 m  |
| 39   | Toni Schirmer     | 142,5  | 49,0 m  | 51,0 m  |

 [ Primär-Quelle: Passauer Neue Presse vom 8. Januar 1953, mit leichten Weiten-Abweichungen zu den Angaben von A.Kwiecinski, / verbessert. // Dagegen erscheinen Punktangaben in allen später veröffentlichten Quellen, einen Wertungsfehler von minus 10,0 Punkten der damals Sprunglauf-Verantwortlichen, im Nachhinein übereinstimmend korrigiert und deshalb belassen.]
| Zwischenstand nach 3 Springen | Zwischenstand nach 3 Springen | Zwischenstand nach 3 Springen |
| Pos.                          | Springer                      | Punkte                        |
| ----------------------------- | ----------------------------- | ----------------------------- |
| 01.                           | Sepp Bradl                    | 660,0                         |
| 02.                           | Asgeir Doelplads              | 659,5                         |
| 03.                           | Halvor Næs                    | 649,5                         |

### Bischofshofen
Sonntag, 11. Januar 1953 

Das vierte Springen der Vierschanzentournee fand am 11. Januar 1953 auf der Paul-Außerleitner-Schanze (K 90) in Bischofshofen statt. 12.000 bis 15.000 Zuschauer verfolgten das Springen, das der Norweger Halvor Næs vor Sepp Bradl (Österreich) und Harry Bergqvist (Schweden) gewann.
| Rang | Springer          | Punkte | Weite 1 | Weite 2 |
| ---- | ----------------- | ------ | ------- | ------- |
| 01   | Halvor Næs        | 228,0  | 90,5 m  | 95,0 m  |
| 02   | Sepp Bradl        | 218,6  | 87,5 m  | 91,5 m  |
| 03   | Harry Bergqvist   | 216,4  | 84,0 m  | 88,5 m  |
| 04   | Franz Eder        | 210,7  | 87,0 m  | 86,5 m  |
| 05   | Sepp Weiler       | 209,4  | 86,0 m  | 84,0 m  |
| 06   | Kalle Holmström   | 208,6  | 82,0 m  | 84,5 m  |
| 07   | Asgeir Dølplads   | 208,3  | 86,0 m  | 84,5 m  |
| 08   | Toivo Lauren      | 207,9  | 81,0 m  | 81,5 m  |
| 09   | Erling Kroken     | 205,3  | 85,5 m  | 80,0 m  |
| 10   | Janez Polda       | 205,1  | 82,0 m  | 88,5 m  |
| 11   | Walter Steinegger | 203,9  | 84,0 m  | 83,5 m  |

| Rang | Springer          | Punkte | Weite 1 | Weite 2 |
| ---- | ----------------- | ------ | ------- | ------- |
| 12   | Toni Brutscher    | 201,9  | 75,0 m  | 85,0 m  |
| 13   | Karel Klančnik    | 193,9  | 75,0 m  | 82,5 m  |
| 14   | Franz Dengg       | 193,2  | 78,0 m  | 78,0 m  |
| 14   | Sepp Hohenleitner | 193,2  | 79,0 m  | 79,5 m  |
| 16   | Rudi Dietrich     | 191,3  | 78,5 m  | 79,5 m  |
| 17   | Ferdl Kerber      | 189,0  | 77,0 m  | 80,0 m  |
| 18   | Fritz Schneider   | 187,6  | 93,0 m  | 86,0 m  |
| 19   | Albin Plank       | 185,2  | 70,5 m  | 73,0 m  |
| 20   | Jože Zidar        | 176,4  | 83,0 m  | 69,5 m  |
| 21   | Toni Wieser       | 172,8  | 73,0 m  | 82,5 m  |

 [ Primär-Quelle: Passauer Neue Presse vom 12. Januar 1953, gibt für alle Springer auf den Tages-Rängen 1–10, jeweils 5,6 Punkte mehr an. Zudem Rechenfehler bei A.Kwiecinski für J.Polda korrigiert.]

## Gesamtwertung
| Rang | Springer          | Punkte | Garmisch    | Oberstdorf  | Innsbruck   | Bi´hofen    |
| ---- | ----------------- | ------ | ----------- | ----------- | ----------- | ----------- |
| 01   | Sepp Bradl        | 878,6  | 220,5 / 02. | 215,5 / 02. | 224,0 / 01. | 218,6 / 02. |
| 02   | Halvor Næs        | 877,5  | 218,5 / 04. | 214,5 / 04. | 216,5 / 04. | 228,0 / 01. |
| 03   | Asgeir Dølplads   | 867,8  | 221,5 / 01. | 215,0 / 03. | 223,0 / 02. | 208,3 / 07. |
| 04   | Toni Brutscher    | 845,4  | 219,5 / 03. | 212,0 / 07. | 212,0 / 07. | 201,9 / 12. |
| 05   | Toivo Lauren      | 843,9  | 215,0 / 05. | 211,5 / 08. | 209,5 / 09. | 207,9 / 08. |
| 05   | Sepp Weiler       | 843,9  | 212,5 / 06. | 213,0 / 05. | 209,0 / 10. | 209,4 / 05. |
| 07   | Sepp Hohenleitner | 827,7  | 209,5 / 07. | 210,0 / 09. | 215,0 / 05. | 193,2 / 14. |
| 08   | Walter Steinegger | 822,9  | 204,5 / 09. | 210,0 / 09. | 204,5 / 13. | 203,9 / 11. |
| 09   | Kalle Holmström   | 813,6  | 178,5 / 17. | 213,0 / 05. | 213,5 / 06. | 208,6 / 06. |
| 10   | Harry Bergqvist   | 810,9  | 180,5 / 15. | 195,0 / 15. | 219,0 / 03. | 216,4 / 03. |
| 11   | Erling Kroken     | 804,8  | 209,0 / 08. | 217,0 / 01. | 173,5 / 31. | 205,3 / 09. |
| 12   | Franz Dengg       | 786,2  | 198,0 / 10. | 192,0 / 17. | 203,0 / 14. | 193,2 / 14. |
| 13   | Ferdl Kerber      | 768,5  | 188,5 / 12. | 188,0 / 20. | 203,0 / 14. | 189,0 / 17. |
| 14   | Albin Plank       | 755,2  | 181,5 / 14. | 189,5 / 19. | 199,0 / 16. | 185,2 / 19. |
| 15   | Rudi Dietrich     | 738,3  | 180,5 / 15. | 193,5 / 16. | 173,0 / 32. | 191,3 / 16. |
| 16   | Fritz Schneider   | 602,6  |             | 206,0 / 12. | 209,0 / 12. | 187,6 / 18. |
| 17   | Arne Nilsson      | 602,5  | 197,0 / 11. | 198,0 / 13. | 207,5 / 12. |             |
| 18   | Fritz Ruepp       | 503,5  | 156,0 / 24. | 173,0 / 26. | 174,5 / 30. |             |
| 19   | Franz Eder        | 420,7  |             | 210,0 / 9.  |             | 210,7 / 4.  |
| 20   | Janez Polda       | 416,6  |             |             | 211,5 / 8.  | 205,1 / 10. |
| 21   | Karel Klančnik    | 392,4  |             |             | 198,5 / 17. | 193,9 / 13. |
| 22   | Toni Wieser       | 364,8  |             |             | 192,0 / 20. | 172,8 / 21. |
| 23   | Jože Zidar        | 364,4  |             |             | 188,0 / 21. | 176,4 / 20. |
| 24   | Toni Landenhammer | 197,0  |             |             | 197,0 / 18. |             |
| 25   | Erwin Steinegger  | 194,0  |             |             | 194,0 / 19. |             |

| Rang | Springer          | Punkte | Garmisch    | Oberstdorf | Innsbruck   | Bi´hofen |
| ---- | ----------------- | ------ | ----------- | ---------- | ----------- | -------- |
| 26   | Anderl Brandner   | 186,0  |             |            | 186,0 / 22. |          |
| 27   | Heini Klopfer     | 182,0  | 182,0 / 13. |            |             |          |
| 28   | Franz Gradwohl    | 181,5  |             |            | 181,5 / 23. |          |
| 29   | Rudi Gering       | 180,0  |             |            | 180,0 / 24. |          |
| 30   | Hans Suter        | 179,0  |             |            | 179,0 / 25. |          |
| 31   | Jože Langus       | 178,0  |             |            | 178,0 / 26. |          |
| 32   | Willi Gantschnigg | 177,5  |             |            | 177,5 / 27. |          |
| 33   | Robert Engel      | 176,0  | 176,0 / 18. |            |             |          |
| 34   | Toni Eisgruber    | 175,5  | 175,5 / 19. |            |             |          |
| 35   | Franz Mair        | 175,0  |             |            | 175,0 / 28. |          |
| 35   | Karl Wilhelm      | 175,0  |             |            | 175,0 / 28. |          |
| 37   | Willi Fischer     | 174,0  | 174,0 / 20. |            |             |          |
| 38   | Karl Mair         | 173,0  |             |            | 173,0 / 32. |          |
| 39   | Hans Karg         | 170,0  | 174,0 / 21. |            |             |          |
| 40   | Friedl Brandner   | 166,0  | 166,0 / 22. |            |             |          |
| 41   | Franz Schlömmer   | 161,5  |             |            | 161,5 / 34. |          |
| 42   | Hermann Anwander  | 161,0  | 161,0 / 23. |            |             |          |
| 42   | Hermann Schirmer  | 161,0  |             |            | 161,0 / 35. |          |
| 44   | Heinz Winkler     | 158,0  |             |            | 158,0 / 36. |          |
| 45   | Gottfried Brügger | 155,0  |             |            | 155,0 / 37. |          |
| 46   | Willy Gotthold    | 148,5  | 148,5 / 25. |            |             |          |
| 47   | Fredi Schirmer    | 143,5  |             |            | 143,5 / 38. |          |
| 48   | Toni Schirmer     | 142,5  |             |            | 142,5 / 39. |          |

Das Buch: „50 Jahre Internationale Vierschanzen-Tournee – Fliegen & Siegen“, benennt insgesamt 50 Springer aus sechs Ländern als Tournee-Teilnehmer 1953, die an mindestens einem Springen teilnahmen.
 Nur 15 Springer haben an allen vier Austragungs-Orten teilgenommen.
 Da die Ergebnisliste für das Springen in Oberstdorf unvollständig ist (mindestens 7 Ränge und die dazugehörenden Punkte waren bisher nicht zu ermitteln), ist auch automatisch die Gesamtwertungs-Übersicht unvollständig. Diesen Umstand gilt es zu berücksichtigen. 
 Achtung: Die vier benannten Quellen, widersprechen sich des Öfteren statistisch. Zahlen der Primär-Quelle Passauer Neue Presse, wurden von A.Kwiecinski und/oder beiden Literatur-Vorlagen so manches Mal in Teilen nicht korrekt übernommen. Nun galt es abzuwägen, welchen Zahlen man größere Gewichtung beimisst. Dies ist in guter Abwägung gegeneinander hierbei geschehen. Für den Sprunglauf in Bischofshofen, wurden für alle erwähnten Springer der Tages-Ränge 1–10, in der Primär-Quelle jeweils 5,6 Punkte zu viel angegeben, sodass man davon ausgehen muss, dass den Sprunglauf-Verantwortlichen ein damaliger Wertungs-Rechenfehler unterlief, welcher dann im Nachhinein journalistisch korrigiert wurde.